# شهباز کریسمس
شهباز کریسمس (نام علمی: Accipiter fasciatus natalis) نام یک زیرگونه از سرده بازها است. این پرنده به عنوان یک گونه در خطر انقراض شناخته شده‌است که بوم‌زاد جزیره کریسمس، واقع در اقیانوس هند می‌باشد. این گونه برای نخستین بار در جهان توسط لیستر در سال ۱۸۸۹ میلادی کشف و نامگذاری گردیده‌است.